# Anne Kirk
Anne Kirk (Castle Douglas, 6 april 1951) is een Schots dartspeelster. Haar bijnaam luidt Captain Kirk.
Ze won de Scottish Open in 1996 en 1999, de Welsh Open ook in 1996 en 1999 en de British Classic in 1999. In 2001 won ze de World Mastersfinale van de Amerikaanse Marylin Popp met 4-0. In 2006 won ze de Pacific Masters en won ze de Dutch Open door in de finale met 3-2 te winnen van Trina Gulliver uit Engeland. Dit zijn tot nu toe haar enige overwinningen in officiële toernooien van de BDO.

## Gespeelde finales World Professional Darts Championship
- 2003: Trina Gulliver - Anne Kirk 2-0

## Resultaten op Wereldkampioenschappen

### BDO
- 2003: Runner-up (verloren van Trina Gulliver met 0-2)
- 2004: Kwartfinale (verloren van Karin Krappen met 0-2)
- 2005: Kwartfinale (verloren van Trina Gulliver met 0-2)
- 2009: Kwartfinale (verloren van Karin Krappen met 1-2)

### WDF
- 1997: Laatste 16 (verloren van Trina Gulliver met 2-4)
- 1999: Laatste 16 (verloren van Francis Hoenselaar met 0-4)
- 2001: Halve finale (verloren van Francis Hoenselaar met 2-4)
- 2003: Kwartfinale (verloren van Carina Ekberg met 1-4)
- 2005: Laatste 32 (verloren van Stacy Bromberg met 2-4)